# Leucas alba
Leucas alba là một loài thực vật có hoa trong họ Hoa môi. Loài này được (Forssk.) Sebald mô tả khoa học đầu tiên năm 1978.